# Északnyugat-Csendes-óceáni Orvostudományi Egyetem
Az Északnyugat-Csendes-óceáni Orvostudományi Egyetem (Pacific Northwest University of Health Sciences, PNWU) egészségtudományi magánintézmény az USA Washington államának Yakima városában.

## Története
A 2005-ben megnyílt intézmény 2007-ben szerzett akkreditációt. Első kurzusai 2008-ban indultak; az első épületet (Butler–Haney) is ekkor adták át. 2009-ben négyszázezer dollár szövetségi támogatást nyertek el az egészségtudományi főiskola bővítésére. Az első évfolyam 2012-ben szerzett diplomát.
Kezdetben problémát okozott a szakmai gyakorlatok megszervezése, ugyanis a Washingtoni Egyetem diákjait képző kórházak nem voltak hajlandóak további hallgatókat fogadni.
Az egyetem 2015-ben 1,75 millió dolláros támogatást nyert el a szakmaközi oktatás fejlesztésére.

## Kampusz
Az intézmény négy épületből áll. Az osztálytermek és a könyvtár a főépületben (Butler–Haney) találhatóak, amelyet 2013-ban bővítettek. A kutatólaboratóriumok a 2011-ben átadott Caldwell központban vannak, a konferenciaközpont pedig 2015 tavaszán nyílt meg.
2015-ben a Washingtoni Állami Egyetemmel közös projekt keretében gyógyszerészeti iskolát létesítettek.

## Oktatás
Az oszteopátiás képzés első két évében elméleti, harmadik és negyedik évfolyamán pedig kórházi gyakorlati képzés folyik.
Az intézmény a Főiskolák és Egyetemek Északnyugati Bizottsága, valamint az Oszteopátiás Főiskolák Akkreditációs Bizottsága elismerésével is rendelkezik.

## Fordítás
- Ez a szócikk részben vagy egészben  a   Pacific Northwest University of Health Sciences című angol Wikipédia-szócikk ezen változatának fordításán alapul.  Az eredeti cikk szerkesztőit annak laptörténete sorolja fel. Ez a jelzés csupán a megfogalmazás eredetét és a szerzői jogokat jelzi, nem szolgál a cikkben szereplő információk forrásmegjelöléseként.